# 嫦娥4号
嫦娥4号（じょうが4ごう、英: Chang'e 4、拼音：Cháng'é Sìhào）は中国の月探査機。ランダーと月面ローバー「玉兎2号」を搭載し、嫦娥計画第二段階の一部として2018年12月8日に打ち上げられた。
2016年1月に国家国防科技工業局によって計画の概要が公開された。それによると2018年の打ち上げを目指し、嫦娥4号と玉兎2号を月の裏側に軟着陸させるほか、地球-月ラグランジュ点(L2)に中継衛星を配置するとされた。中継衛星は鵲橋と名付けられ、嫦娥4号に先駆ける形で同年5月20日に打ち上げられ、世界初の地球-月ラグランジュ点L2を周回する通信衛星となった。
2019年1月3日、嫦娥4号は月の裏側・東経177.6度、南緯45.5度に着地、計画の第一段階は成功し、史上初の月の裏側への着陸となった。アメリカ合衆国のアポロ計画において月の裏側への着陸が行われなかったのは、月そのものが障害となって、地球との間での電波通信が困難になるからであるが、嫦娥4号は前述の中継通信衛星「鵲橋」を用いることで、電波通信の問題を解決している。
2019年1月21日、アメリカのNASAは嫦娥4号の着陸を観測するために衛星で収集した情報の共有などの協力を中国国家航天局とおこなったことを発表した。また、ドイツ・スウェーデン・オランダ・ロシア・欧州宇宙機関・アルゼンチン・サウジアラビアも嫦娥4号の任務に貢献したとされる。

嫦娥4号のミッションには公募が行われ、例えばいくつかの植物や植物の種、ミバエの卵やイースト菌といった生物が搭載された。地球の生態系が周回軌道上の人工天体ではなく、他の天体に運び込まれたのは例が無く、少なくとも月の裏側で植物の栽培（発芽まで）が成功したのは史上初である。綿花の種子は発芽に成功したものの、月の夜間はマイナス52度にも達するため生命の保持は容易ではなく、将来的な月面基地ではヒーターが必要になると考えられている。

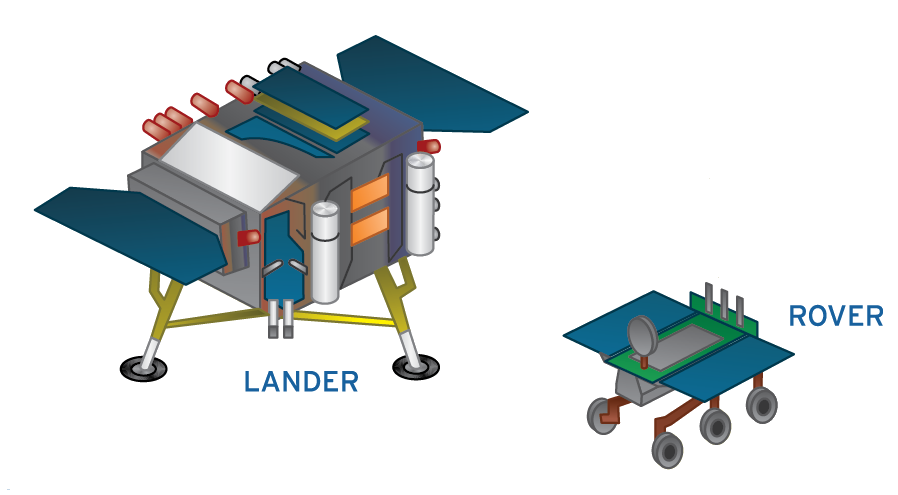
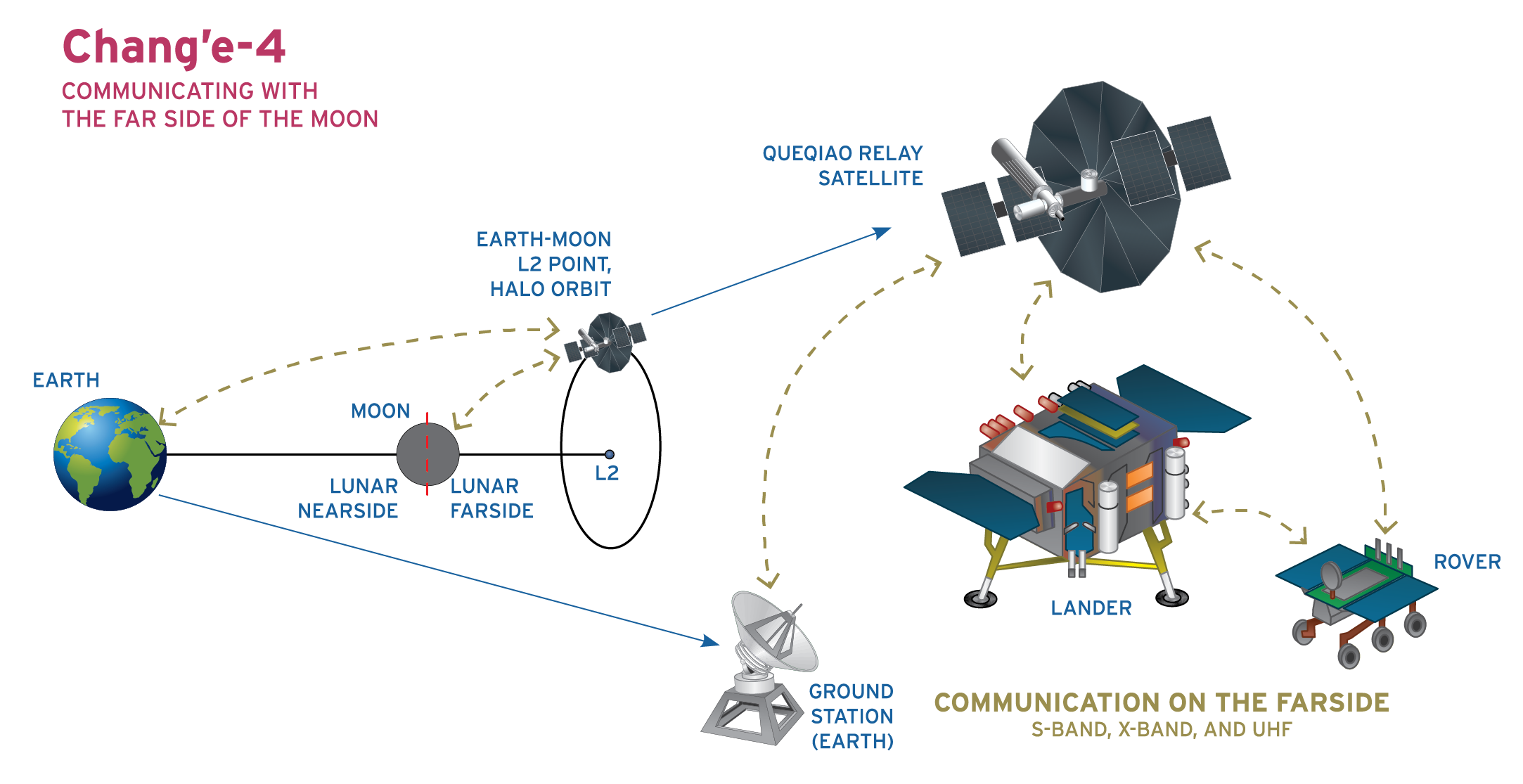
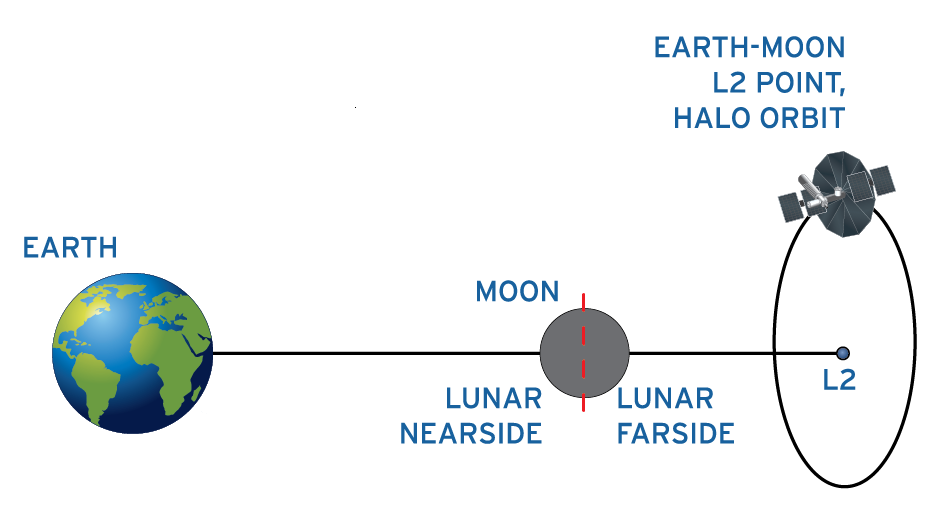
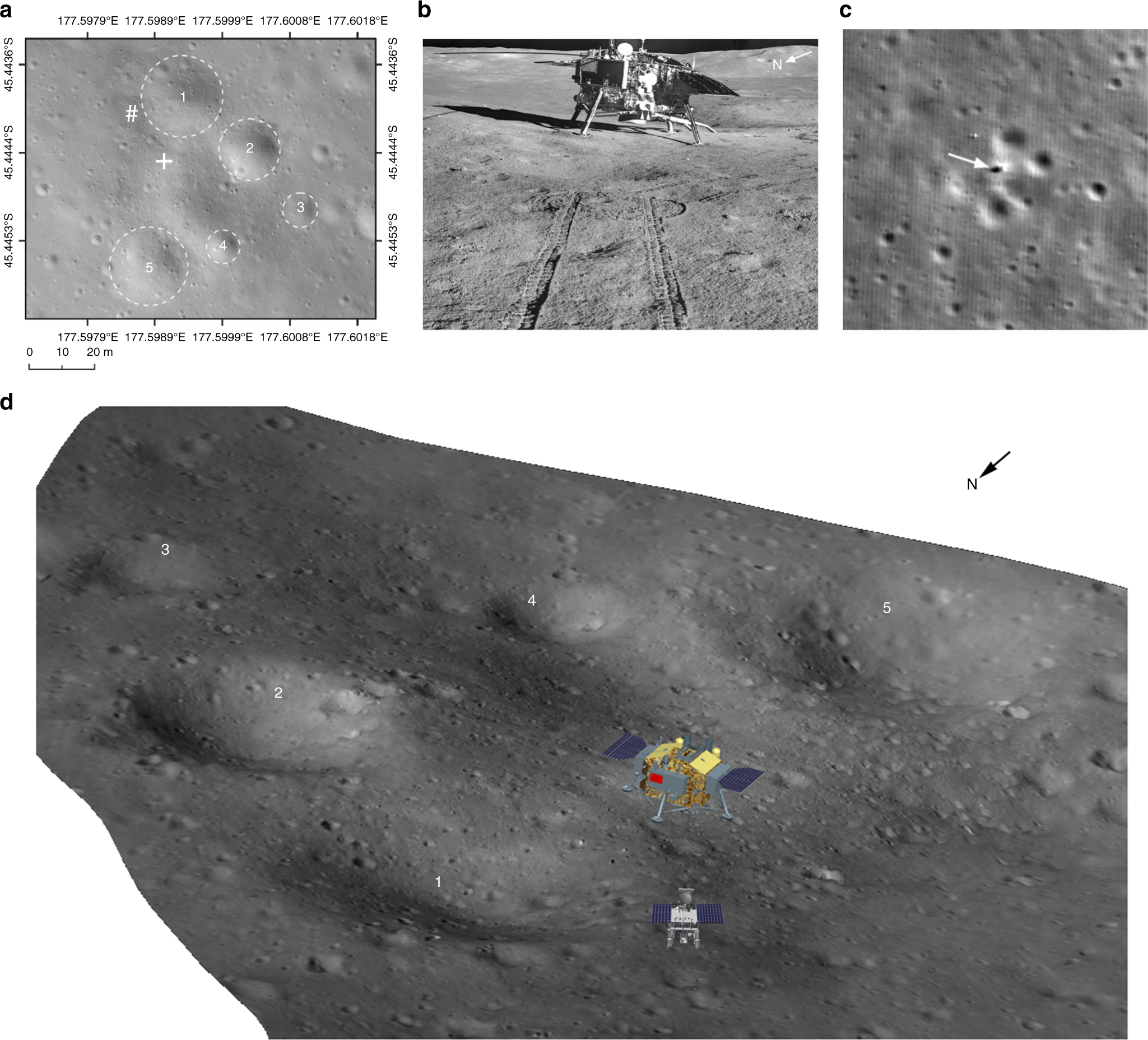
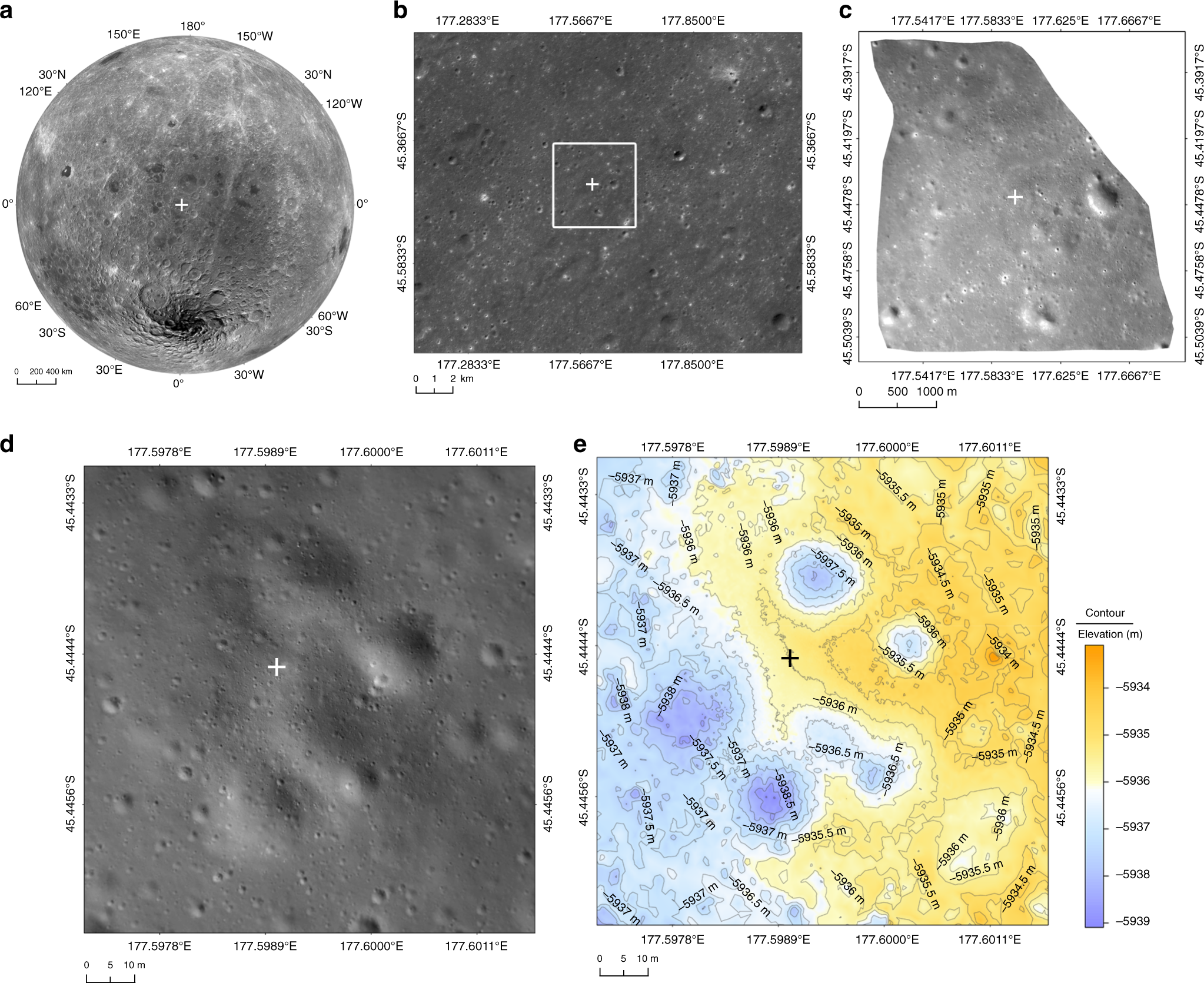
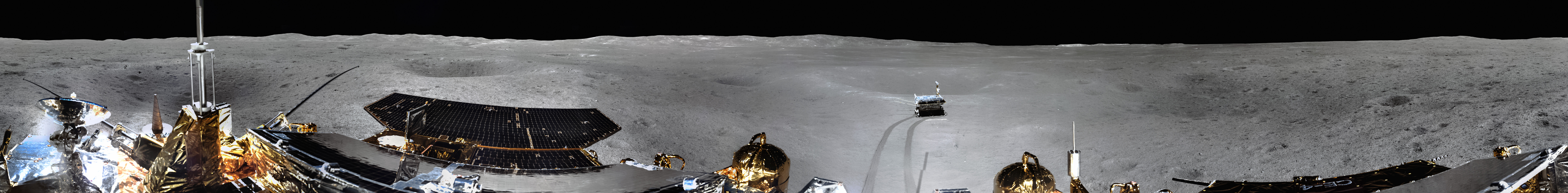
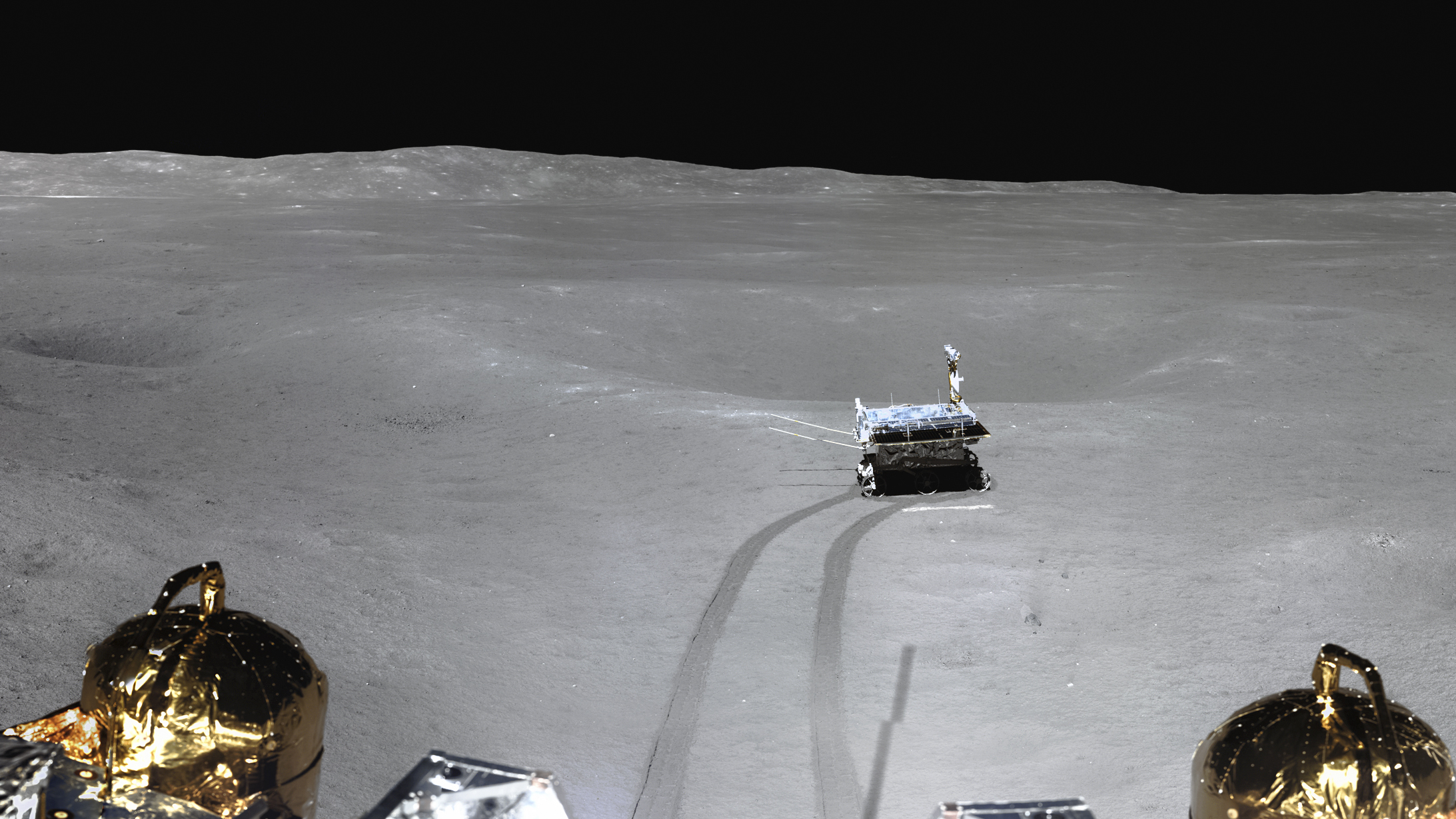